# تشارلز كوزان-مونتوبان
تشارلز غيوم ماري أبولينير أنطوان كوزان مونتوبان (بالفرنسية: Charles Cousin-Montauban)‏، كونت باليكاو الأول؛ 1796 في باريس، فرنسا – 1878 في فرساي، فرنسا) جنرال ورجل دولة فرنسي.

## حياته
ولد مونتوبان في باريس. كضابط في سلاح الفرسان، وخدم في الجزائر، وكان لا يزال مجرد عقيد عندما أسر في عام 1847 عبد القادر الجزائري. بين يناير 1855 ونوفمبر 1857، قاد مونتوبان شعبة وهران في غرب الجزائر. في عام 1855 أُرسل للقتال في شبه جزيرة القرم. وفي نهاية عام 1859 اختير لقيادة القوات الفرنسية في البعثة الأنجلو فرنسية إلى الصين. لم تسلم إدارته للعمليات من النقد، ولكن في عام 1862 حصل من نابليون الثالث، على لقب بـ كونت باليكاو (من معركة باليكاو)؛ وتم تعيينه عضوًا في مجلس الشيوخ.
في عام 1865، تم تعيينه في قيادة سلاح الجيش الرابع في ليون، والذي أظهر في تدريبه طاقة استثنائية وقدرة إدارية. في الحرب الفرنسية البروسية عام 1870، لم يُعطَ قيادة في الميدان، ولكن بعد أن هزت الكوارث الافتتاحية وزارة أوليفييه، كلّفه الإمبراطور أوجيني بحقيبة الحرب، وأصبح رئيسًا للمجلس (10 أغسطس). واستطاع إعادة تنظيم الموارد العسكرية للدولة. وادعى أنه رفع قوة المارشال مكماهون في شالون إلى 140.000 رجل، وأنشأ ثلاثة فيالق جديدة للجيش، و33 فوجًا جديدًا و100.000 حارس متنقل، ورفع دفاعات العاصمة إلى حالة من الكفاءة كل هذا خلال 24 يومًا. وقد تصور فكرة إرسال جيش شالون لرفع حصار متز، واعتمد المخطط على دقة وسرعة لم يعد جيش شالون قادرًا عليه، وانتهى بكارثة سيدا. وبعد استسلام الإمبراطور، عُرضت الديكتاتورية على باليكاو، لكنه رفض التخلي عن الإمبراطورية، واقترح إنشاء مجلس للدفاع الوطني، مع كونه ملازمًا عامًا للحكومة. ولكن قبل اتخاذ القرار، غزت العصابة الغرفة، وفر باليكاو إلى بلجيكا.
وفي عام 1871، مثل أمام لجنة التحقيق البرلمانية، وفي العام نفسه ألف كتاب وزير حرب لأربع وعشرين يوما (Un Ministre de la guerre de vingt-quatre jours). مات في فرساي.

## روابط خارجية
- تشارلز كوزان-مونتوبان على موقع الموسوعة البريطانية (الإنجليزية)
- تشارلز كوزان مونتوبان، تذكارات (باريس: بلون ، 1932) - مقتطفات تتعلق بحملة الصين لعام 1860.
- هذه المقالة تتضمن نصاً من منشور أصبح الآن في الملكية العامة: Chisholm, Hugh, ed. (1911). "Palikao, Charles Guillaume Marie Appollinaire Antoine Cousin Montauban, Comte de". Encyclopædia Britannica (بالإنجليزية) (11th ed.). Cambridge University Press. Vol. 20.
- Ringmar، Erik (2013). Liberal Barbarism: The European Destruction of the Palace of the Emperor of China. New York: Palgrave Macmillan. مؤرشف من الأصل (PDF) في 2020-05-24.